# Venezuela en los Juegos Olímpicos de Atlanta 1996
Venezuela estuvo representada en los Juegos Olímpicos de Atlanta 1996 por un total de 39 deportistas, 34 hombres y 5 mujeres, que compitieron en 12 deportes.
El portador de la bandera en la ceremonia de apertura fue el nadador Francisco Sánchez. El equipo olímpico venezolano no obtuvo ninguna medalla en estos Juegos.

## Diplomas olímpicos
| Puesto | Nombre            | Deporte  | Evento             |
| ------ | ----------------- | -------- | ------------------ |
| 7      | Xiomara Griffith  | Judo     | −61 kg Femenino    |
| 7      | Francisco Sánchez | Natación | 50 m estilo libre  |
| 8      | Francisco Sánchez | Natación | 100 m estilo libre |

## Deportes

### Atletismo
Eventos de Pista y ruta
Masculino
| Tiempo          | Lugar             | Tiempo  | Lugar | Tiempo | Lugar |           |           |           |           |
| Néstor Nieves   | 3000 m obstáculos | 8:47.34 | 10 H2 | —      | —     | No avanzó | No avanzó | No avanzó | No avanzó |
| Rubén Maza      | Maratón           | —       | —     | —      | —     | 2:23:24   | 59        |           |           |
| Carlos Tarazona | Maratón           | —       | —     | —      | —     | 2:23:35   | 89        |           |           |

Eventos de Campo
| Atlestas     | Evento              | Clasificación   | Clasificación | Final           | Final     |
| Atlestas     | Evento              | Longitud/Altura | Lugar         | Longitud/Altura | Lugar     |
| ------------ | ------------------- | --------------- | ------------- | --------------- | --------- |
| Yojer Medina | Lanzamiento de bala | 18,53 m         | 23            | No avanzó       | No avanzó |

### Boxeo
Masculino
| Atleta         | Evento                     | Dieciséisavos de final | Octavos de final      | Cuartos de final   | Semifinales        | Final              | Final     |
| Atleta         | Evento                     | Oponente Resultado     | Oponente Resultado    | Oponente Resultado | Oponente Resultado | Oponente Resultado | Puesto    |
| -------------- | -------------------------- | ---------------------- | --------------------- | ------------------ | ------------------ | ------------------ | --------- |
| Carlos Barreto | Peso Gallo (hasta 54 kg)   | A Khristov (BUL) V 9–3 | V Khadpo (THA) P 6–14 | No avanzó          | No avanzó          | No avanzó          | No avanzó |
| Jesús Guevara  | Superpesado (más de 91 kg) | J. Blocus (FRA) P RSC  | No avanzó             | No avanzó          | No avanzó          | No avanzó          | No avanzó |

### Ciclismo

#### Ciclismo de Ruta
| Atleta           | Evento                                | Tiempo           | Lugar |
| ---------------- | ------------------------------------- | ---------------- | ----- |
| Hussein Monsalve | Ruta individual (221,85 km) masculino | 5:05:38 (+11:43) | 115   |
| Manuel Guevara   | Ruta individual (221,85 km) masculino | No finalizó      | -     |
| Carlos Maya      | Ruta individual (221,85 km) masculino | No finalizó      | -     |
| José Balaustre   | Ruta individual (221,85 km) masculino | No finalizó      | -     |
| Rubén Abreu      | Ruta individual (221,85 km) masculino | No finalizó      | -     |

#### Ciclismo en pista
Carrera por puntos
| Atleta          | Evento                      | Clasificación | Clasificación | Clasificación | Final     | Final     | Final     |
| Atleta          | Evento                      | Puntos        | VDF           | Lugar         | Puntos    | VDF       | Lugar     |
| --------------- | --------------------------- | ------------- | ------------- | ------------- | --------- | --------- | --------- |
| Daniela Larreal | Carrera por puntos femenino | 0             | 0             | 15.           | No avanzó | No avanzó | No avanzó |

Velocidad
| Atleta          | Evento                        | Clasificación           | Clasificación | Ronda 1                          | Ronda 1 | Respesca 1                           | Respesca 1 | Cuarto de final                  | Semifinal                        | Final                            | Final      |
| Atleta          | Evento                        | Tiempo Velocidad (km/h) | Pos.          | Oponente Tiempo Velocidad (km/h) | Pos.    | Oponente Tiempo Velocidad (km/h)     | Pos.       | Oponente Tiempo Velocidad (km/h) | Oponente Tiempo Velocidad (km/h) | Oponente Tiempo Velocidad (km/h) | Posición   |
| --------------- | ----------------------------- | ----------------------- | ------------- | -------------------------------- | ------- | ------------------------------------ | ---------- | -------------------------------- | -------------------------------- | -------------------------------- | ---------- |
| Daniela Larreal | Velocidad individual Femenino | 11,878 s (60.61)        | 10 Q          | Gríshina (RUS) P                 | 2 h3    | Yang Wang (CHN) Mira Kasslin (FIN) P | 2 h2       | No avanzó'                       | No avanzó'                       | No avanzó'                       | No avanzó' |

### Esgrima
Masculino
| Atleta                                       | Evento                        | Ronda de 64              | Dieciséisavos de final | Octavos de final        | Cuartos de final   | Semifinal          | Final / MB         | Final / MB |
| Atleta                                       | Evento                        | Oponente Resultado       | Oponente Resultado     | Oponente Resultado      | Oponente Resultado | Oponente Resultado | Oponente Resultado | Posición   |
| -------------------------------------------- | ----------------------------- | ------------------------ | ---------------------- | ----------------------- | ------------------ | ------------------ | ------------------ | ---------- |
| Alfredo Pérez                                | Florete individual masculino  | V Pavlovich (RUS) P 2–15 | No avanzó              | No avanzó               | No avanzó          | No avanzó          | No avanzó          | No avanzó  |
| Carlos Rodríguez                             | Florete individual masculino  | M Ludwig (AUT) P 11–15   | No avanzó              | No avanzó               | No avanzó          | No avanzó          | No avanzó          | No avanzó  |
| Rafael Suárez                                | Florete individual masculino  | J García (ESP) P 10–15   | No avanzó              | No avanzó               | No avanzó          | No avanzó          | No avanzó          | No avanzó  |
| Alfredo Pérez Carlos Rodríguez Rafael Suárez | Florete por equipos masculino | —                        | —                      | Polonia (POL) · P 27–45 | No avanzó          | No avanzó          | No avanzó          | 11         |
| Carlos Bravo                                 | Sable individual masculino    | A García (ESP) P 15–11   | No avanzó              | No avanzó               | No avanzó          | No avanzó          | No avanzó          | No avanzó  |

### Halterofilia
Masculino
| Atleta           | Evento    | Peso corporal | Arrancada (kg) | Arrancada (kg) | Arrancada (kg) | Arrancada (kg) | Envión (kg) | Envión (kg) | Envión (kg) | Envión (kg) | Total | Posición |
| Atleta           | Evento    | Peso corporal | 1              | 2              | 3              | Resultado      | 1           | 2           | 3           | Resultado   | Total | Posición |
| ---------------- | --------- | ------------- | -------------- | -------------- | -------------- | -------------- | ----------- | ----------- | ----------- | ----------- | ----- | -------- |
| Julio César Luna | – 94 kg M |               | 160.0          | 165.0          | 167.5          | 165.0          | 202.5       | 207.5       | 210.0       | 210.0       | 375.0 | 9        |

### Judo
Femenino
| Atleta             | Evento          | Ronda de 32           | Octavos de final       | Cuartos de final      | Semi final         | Repechaje Octavos de final | Repechaje Cuartos de final | Repechaje Semi final | Final / MB         | Final / MB |
| Atleta             | Evento          | Oponente Resultado    | Oponente Resultado     | Oponente Resultado    | Oponente Resultado | Oponente Resultado         | Oponente Resultado         | Oponente Resultado   | Oponente Resultado | Posición   |
| ------------------ | --------------- | --------------------- | ---------------------- | --------------------- | ------------------ | -------------------------- | -------------------------- | -------------------- | ------------------ | ---------- |
| Katiuska Santaella | −52 kg Femenino | bye                   | Marisa Pedulla (USA) P | No avanzó             | No avanzó          | No avanzó                  | No avanzó                  | No avanzó            | No avanzó          | =14        |
| Xiomara Griffith   | −61 kg Femenino | Celita Schutz (USA) V | M Vernerova (CZE) V    | Vandecaveye (BEL) P   | No avanzó          | —                          | Tbessi (TUN) V             | Ilknur Kobas (TUR) P | No avanzó          | =7         |
| Francis Gómez      | −72 kg Femenino | bye                   | N Galea (MLT) V        | Estha Essombe (FRA) P | No avanzó          | —                          | D Luna (CUB) P             | No avanzó            | No avanzó          | =9         |

### Lucha

#### Estilo Libre Masculino
Luis Varela

#### Estilo greco-romano masculino
- José Ochoa
- Winston Santos
- Nestor García
- Elias Marcano
- Emilio Suárez

### Natación
Masculino
| Atleta                                                           | Evento                               | Preliminares | Preliminares | Final     | Final     |
| Atleta                                                           | Evento                               | Tiempo       | Posición     | Tiempo    | Posición  |
| ---------------------------------------------------------------- | ------------------------------------ | ------------ | ------------ | --------- | --------- |
| Francisco Sánchez                                                | 50 metros estilo libre masculino     | 22.68        | 8 Q          | 22.72     | 7         |
| Francisco Sánchez                                                | 100 metros estilo libre masculino    | 49.59        | 4 Q          | 49.84     | 8         |
| Carlos Santander                                                 | 200 metros estilo libre masculino    | 1:53.13      | 27           | No avanzó | No avanzó |
| Ricardo Monasterio                                               | 400 metros estilo libre masculino    | 4:00.44      | 25           | No avanzó | No avanzó |
| Ricardo Monasterio                                               | 1500 metros estilo libre masculino   | 15:42.39     | 20           | No avanzó | No avanzó |
| Francisco Sánchez                                                | 100 metros estilo mariposa masculino | 53.90        | 17           | No avanzó | No avanzó |
| Nelson Mora                                                      | 200 metros estilo mariposa masculino | 2:01.50      | 24           | No avanzó | No avanzó |
| Diego Henao Carlos Santander Alejandro Carrizo Francisco Sánchez | Relevo 4 x 100 metros libre          | 3:23.04      | 13           | No avanzó | No avanzó |
| Francisco Sánchez Carlos Santander Diego Henao Rafael Manzano    | Relevo 4x200 metros libre            | 7:32.63      | 11           | No avanzó | No avanzó |

### Saltos
Masculino
| Atleta         | Evento             | Preliminares | Preliminares | Final     | Final     |
| Atleta         | Evento             | Puntos       | Lugar        | Puntos    | Lugar     |
| -------------- | ------------------ | ------------ | ------------ | --------- | --------- |
| Dario di Fazio | Trampolín de 3 m   | 317,04       | 25           | No avanzó | No avanzó |
| Dario di Fazio | Plataforma de 10 m | 307,02       | 25           | No avanzó | No avanzó |

### Tenis
| Atleta                              | Evento               | Ronda de 64                        | Ronda de 32                                      | Ronda de 16        | Cuartos de final   | Semi final         | Final / MB         | Final / MB |
| Atleta                              | Evento               | Oponente Resultado                 | Oponente Resultado                               | Oponente Resultado | Oponente Resultado | Oponente Resultado | Oponente Resultado | Lugar      |
| ----------------------------------- | -------------------- | ---------------------------------- | ------------------------------------------------ | ------------------ | ------------------ | ------------------ | ------------------ | ---------- |
| Nicolas Pereira                     | Individual masculino | H Gumy (ARG) V 6–4, 6-0            | L Paes (IND) P 2–6, 3–6                          | No avanzó          | No avanzó          | No avanzó          | No avanzó          | No avanzó  |
| Jimy Szymanski                      | Individual masculino | W Black (ZIM) P 7–6(7–4), 4–6, 3-6 | No avanzó                                        | No avanzó          | No avanzó          | No avanzó          | No avanzó          | No avanzó  |
| Juan-Carlos Bianchi Nicolas Pereira | dobles masculino     | —                                  | S Iwabuchi / T Suzuki (JPN) P 6–4, 6–7(5–7), 6-8 | No avanzó          | No avanzó          | No avanzó          | No avanzó          | No avanzó  |

### Tenis de mesa
| Atleta        | Evento              | Ronda de grupos                                                                      | Ronda de grupos | Octavos de final   | Cuartos de final   | Semifinales        | Final / MB | Final / MB |           |
| Atleta        | Evento              | Oponente Resultado                                                                   | Puesto          | Oponente Resultado | Oponente Resultado | Oponente Resultado | Puesto     |            |           |
| ------------- | ------------------- | ------------------------------------------------------------------------------------ | --------------- | ------------------ | ------------------ | ------------------ | ---------- | ---------- | --------- |
| Fabiola Ramos | individual Femenino | Grupo E Chai Po Wa (HKG) P 0–2 A Simion (ROU) L 0-2 M Hooman-Kloppenburg (NED) P 0-2 | 4               | No avanzó          | No avanzó          | No avanzó          | No avanzó  | No avanzó  | No avanzó |

### Vela
| Atleta           | Evento  | Carrera | Carrera | Carrera | Carrera | Carrera | Carrera | Carrera | Carrera | Carrera | Carrera | Carrera | Carrera | Carrera | Carrera | Carrera | Carrera | Carrera | Carrera | Puntos | Total | Posición Final |
| Atleta           | Evento  | I       | I       | II      | II      | III     | III     | IV      | IV      | V       | V       | VI      | VI      | VII     | VII     | VIII    | VIII    | IX      | IX      | Puntos | Total | Posición Final |
| Atleta           | Evento  | Pos     | Pts     | Pos     | Pts     | Pos     | Pts     | Pos     | Pts     | Pos     | Pts     | Pos     | Pts     | Pos     | Pts     | Pos     | Pts     | Pos     | Pts     | Puntos | Total | Posición Final |
| ---------------- | ------- | ------- | ------- | ------- | ------- | ------- | ------- | ------- | ------- | ------- | ------- | ------- | ------- | ------- | ------- | ------- | ------- | ------- | ------- | ------ | ----- | -------------- |
| Roland Milosevic | Mistral | 12      | 12.0    | 30      | 30.0    | 28      | 28.0    | DSQ     | 47.0    | 18      | 18.0    | 26      | 26.0    | 20      | 20.0    | 33      | 33.0    | 21      | 21.0    | 235.0  | 155.0 | 26             |